# I Love Rock 'n' Roll (Britney Spears)
I Love Rock 'n' Roll è un singolo della cantante statunitense Britney Spears, pubblicato il 27 maggio 2002 come quarto estratto dal terzo album in studio Britney.

## Descrizione
La canzone è stata usata anche nel film Crossroads - Le strade della vita da lei interpretato ed è stata prodotta dai Darkchild. Britney Spears ha ammesso pubblicamente che la canzone originale era una delle sue preferite. Il singolo nel Regno Unito è stato distribuito il 4 novembre 2002.
I Love Rock 'n' Roll è considerato uno dei meno riusciti commercialmente tra i singoli della cantante, non essendo riuscito a raggiungere la top ten nella maggior parte dei Paesi in cui è stato distribuito. A causa delle scarse prospettive di successo, il brano non è stato pubblicato come singolo negli Stati Uniti.

## Video musicale
Diretto da Chris Applebaum, il video di I Love Rock 'n' Roll vede la Spears senza essere supportata dai ballerini ma cantare da sola, muovendosi sinuosamente fasciata in un'attillata tuta di pelle nera. Nella sequenza successiva appare a bordo di una motocicletta, ancheggiando il fondoschiena.

## Tracce
UK CD Single
1. I Love Rock 'n' Roll — 3:06
2. I Love Rock 'n' Roll [Karaoke Version] — 3:04
3. Overprotected [The Darkchild Remix Radio Edit] — 3:06
4. Enhanced With I Love Rock 'n' Roll Video — 3:06

German CD Single
1. I Love Rock 'n' Roll — 3:06
2. I Love Rock 'n' Roll [Karaoke Version] — 3:04
3. Overprotected [Riprock 'N' Alex G Remix] — 3:24
4. I'm Not a Girl, Not Yet a Woman [Metro Remix] — 5:25

Europe 2-Tracks CD Single
1. I Love Rock 'n' Roll — 3:06
2. Overprotected [The Darkchild Remix] — 3:18

Europe/Australia CD Single
1. I Love Rock 'n' Roll — 3:06
2. I Love Rock 'n' Roll [Karaoke Version] — 3:04
3. Overprotected [The Darkchild Remix] — 3:18
4. I'm Not a Girl, Not Yet a Woman [Metro Remix] — 5:25

Japan CD Single
1. I Love Rock 'n' Roll — 3:06
2. I Love Rock 'n' Roll [Karaoke Version] — 3:04
3. Overprotected [The Darkchild Remix] — 3:18
4. I'm Not a Girl, Not Yet a Woman [Metro Remix] — 5:25
5. I'm a Slave 4 U [Thunderpuss Radio Mix] — 3:18
6. I'm a Slave 4 U [Miguel Migs Petalpusher Vocal] — 5:30
7. I'm Not a Girl, Yet Not a Woman [Spanish Fly Dub Mix] — 5:55

## Classifiche
| Classifica (2002) | Posizione massima |
| ----------------- | ----------------- |
| Australia         | 13                |
| Austria           | 9                 |
| Belgio (Fiandre)  | 15                |
| Belgio (Vallonia) | 27                |
| Finlandia         | 19                |
| Irlanda           | 8                 |
| Italia            | 20                |
| Paesi Bassi       | 18                |
| Regno Unito       | 13                |
| Svezia            | 15                |
| Svizzera          | 15                |